# صموئيل ديكسون (سياسي)
صموئيل ديكسون (بالإنجليزية: Samuel Dickson) هو سياسي أمريكي، ولد في 29 مارس 1807 في نيو سكوتلاند في الولايات المتحدة، وتوفي بنفس المكان في 3 مايو 1858. انتخب عضو مجلس النواب الأمريكي.